# Victoria Tower (Stockholm)
Der Victoria Tower ist ein Hochhaus im Stockholmer Stadtteil Kista. Es beherbergt das Hotel 'Scandic Victoria Tower' und wurde am 15. September 2011 eröffnet. Entworfen wurde es vom schwedischen Architekturbüro Wingårdh.
Mit seinen 118 Metern überragt es den Kista Science Tower im gleichen Stadtteil und ist damit nach dem Kaknästornet Stockholms zweithöchstes Bauwerk. Der Victoria Tower hat 34 Etagen, von denen 22 vom Hotel und die restlichen von Büros belegt werden. In der 33. Etage befinden sich Konferenzräume und in der obersten die Skybar.
Nach Angaben der Betreiber ist das 'Scandic Victoria Tower' Skandinaviens höchstes Hotel.
Der leitende Architekt Gert Wingårdh gestaltete das Hochhaus mit einer Grundform, die einem T gleicht. Die glitzernde Fassade entsteht fast vollständig aus dreieckigen Fenstern in acht verschiedenen Typen, die sich in der Behandlung der Außenseite unterscheiden. Neben Wingårdh war Karolina Keyzer, die seit August 2010 als Stockholms Stadtarchitekt fungiert, hauptverantwortlich für das Projekt. Bauherr des mit etwa 600 Millionen schwedischen Kronen veranschlagten Victoria Tower ist der norwegische Investor Arthur Buchardt. Der erste Spatenstich erfolgte am 5. November 2009.
Ein ähnliches Gebäude ist der One in Frankfurt am Main.

## Galerie

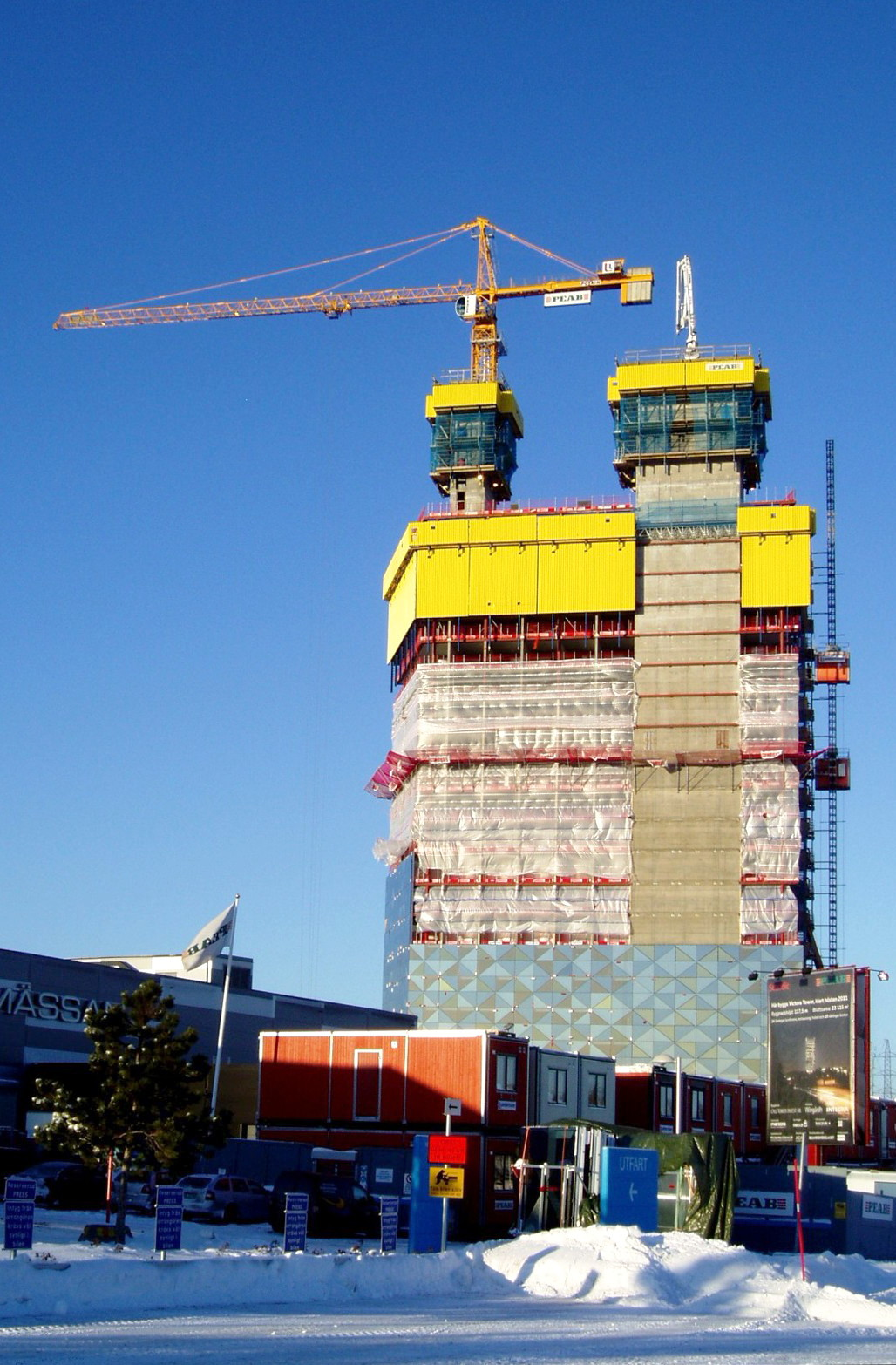
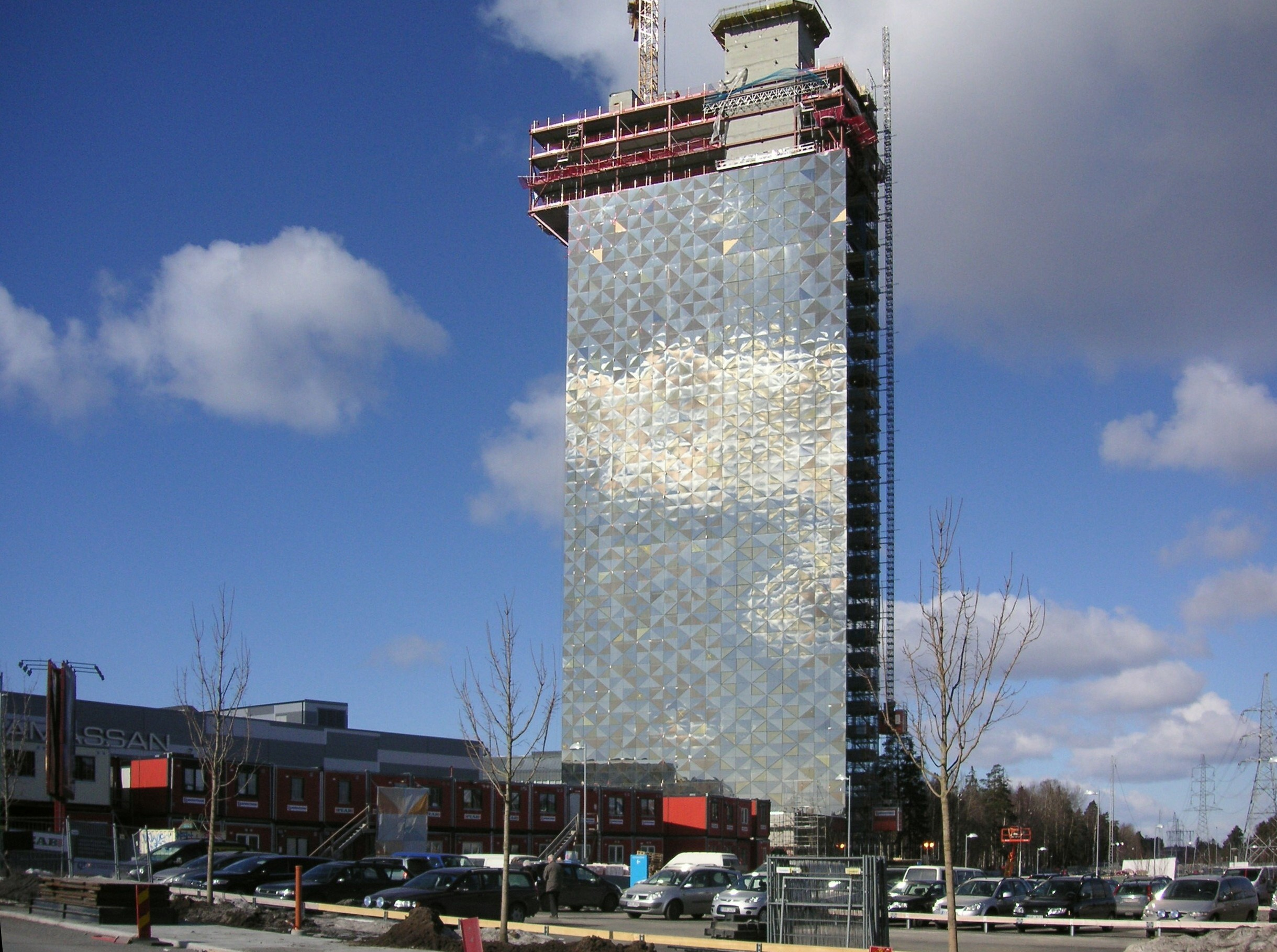
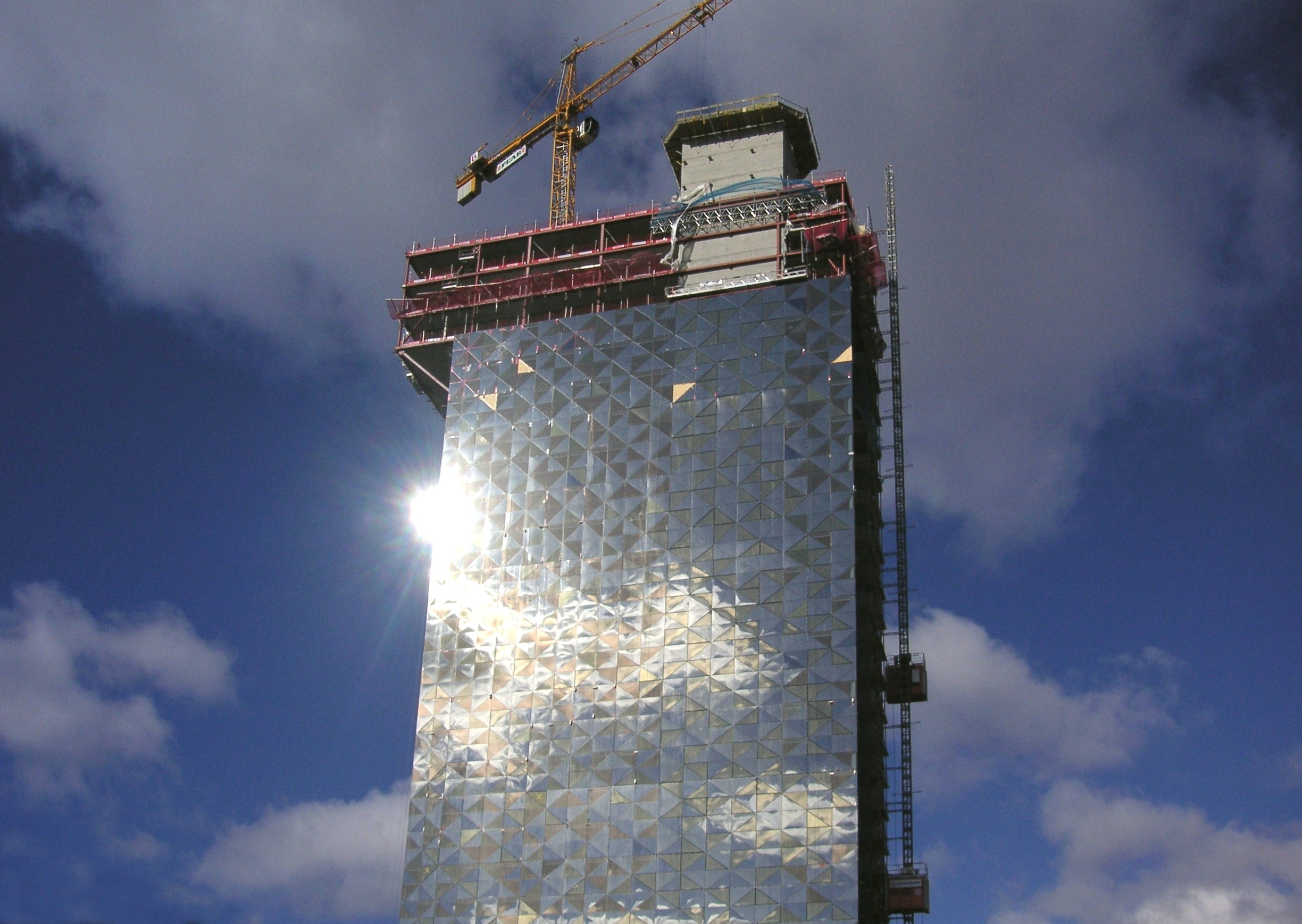
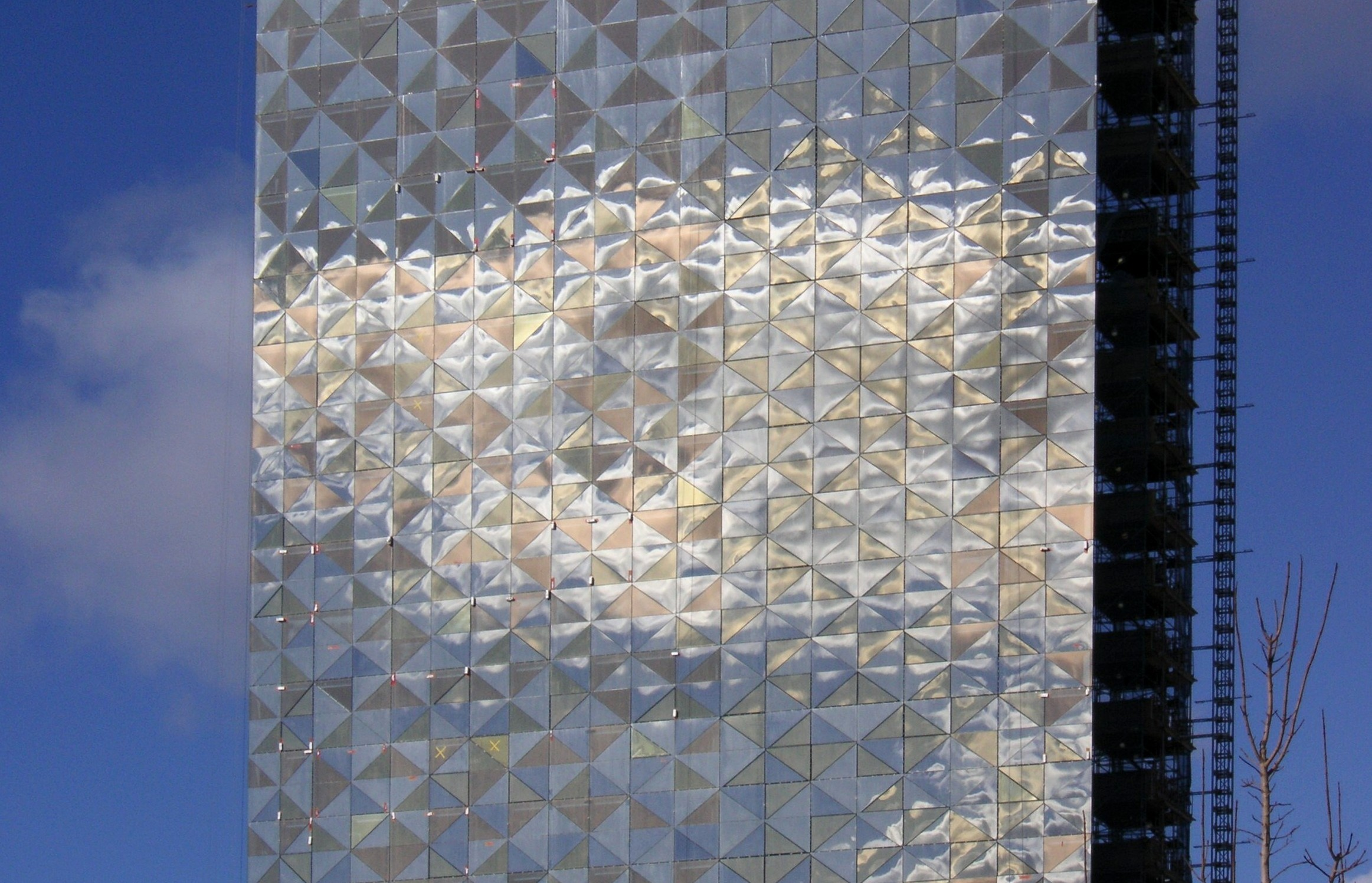
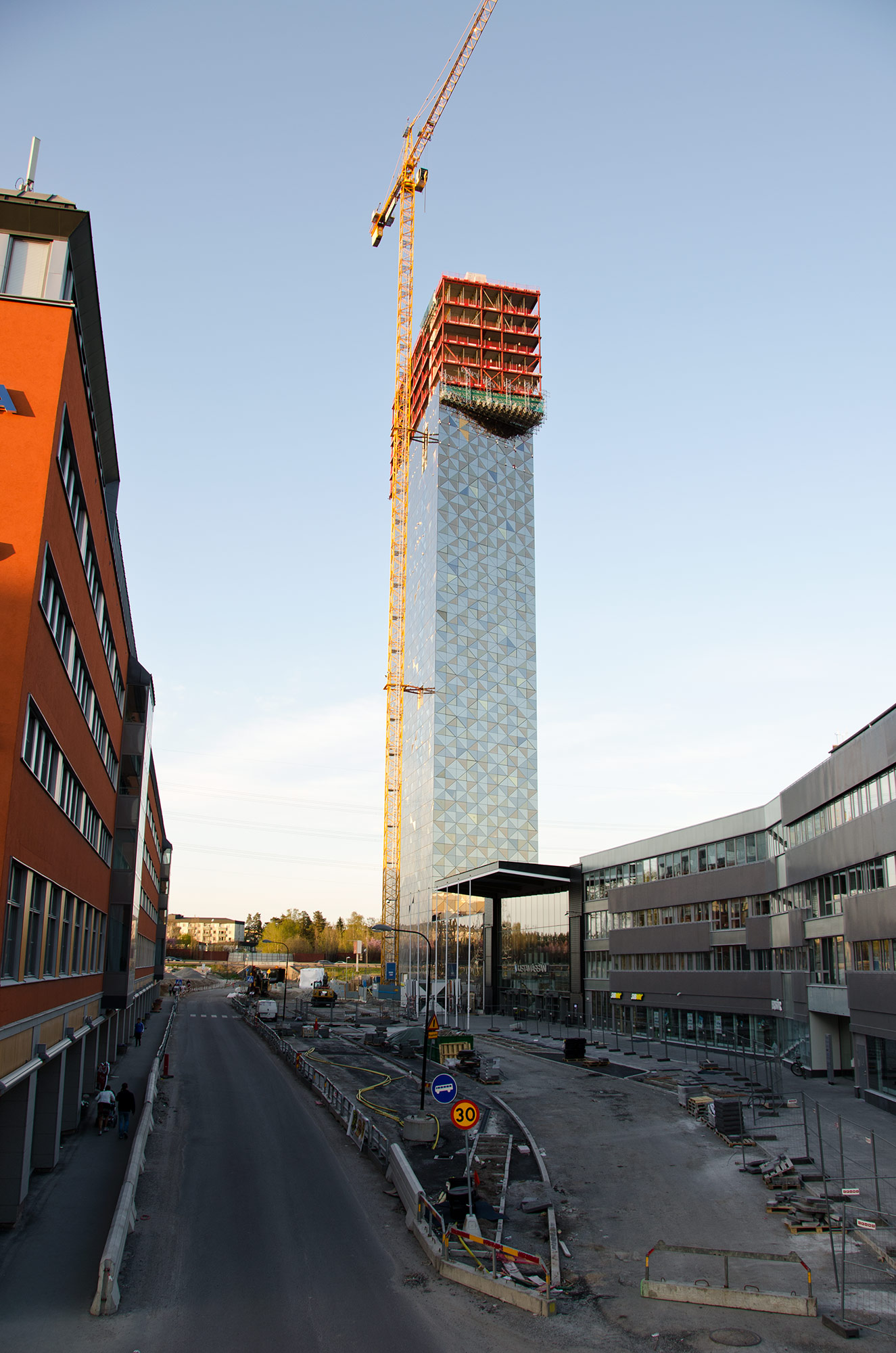
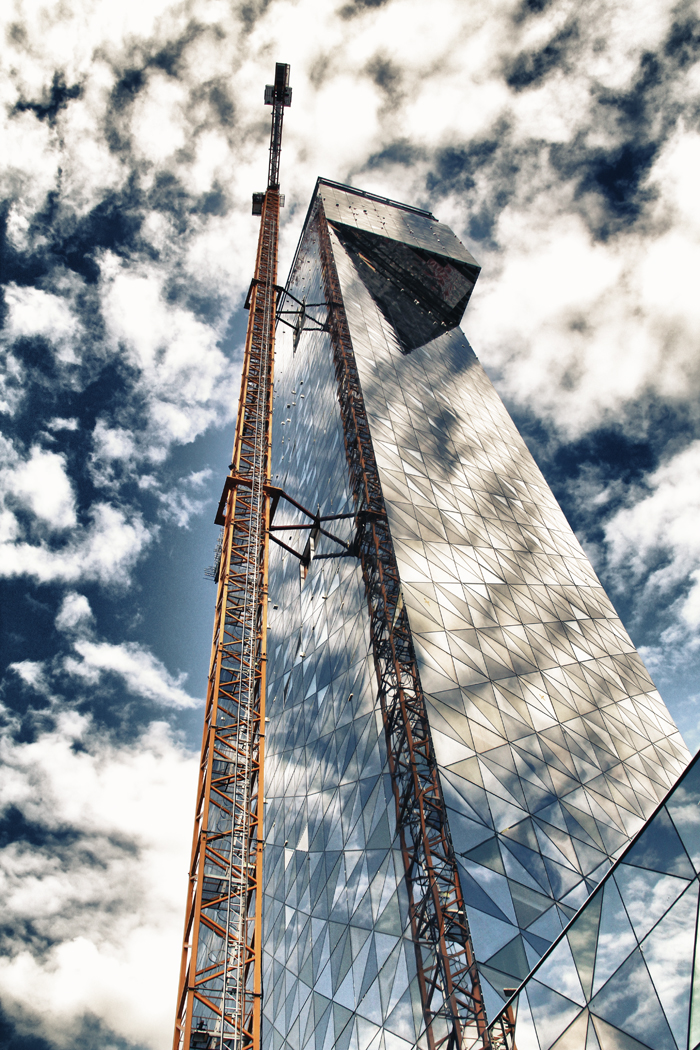
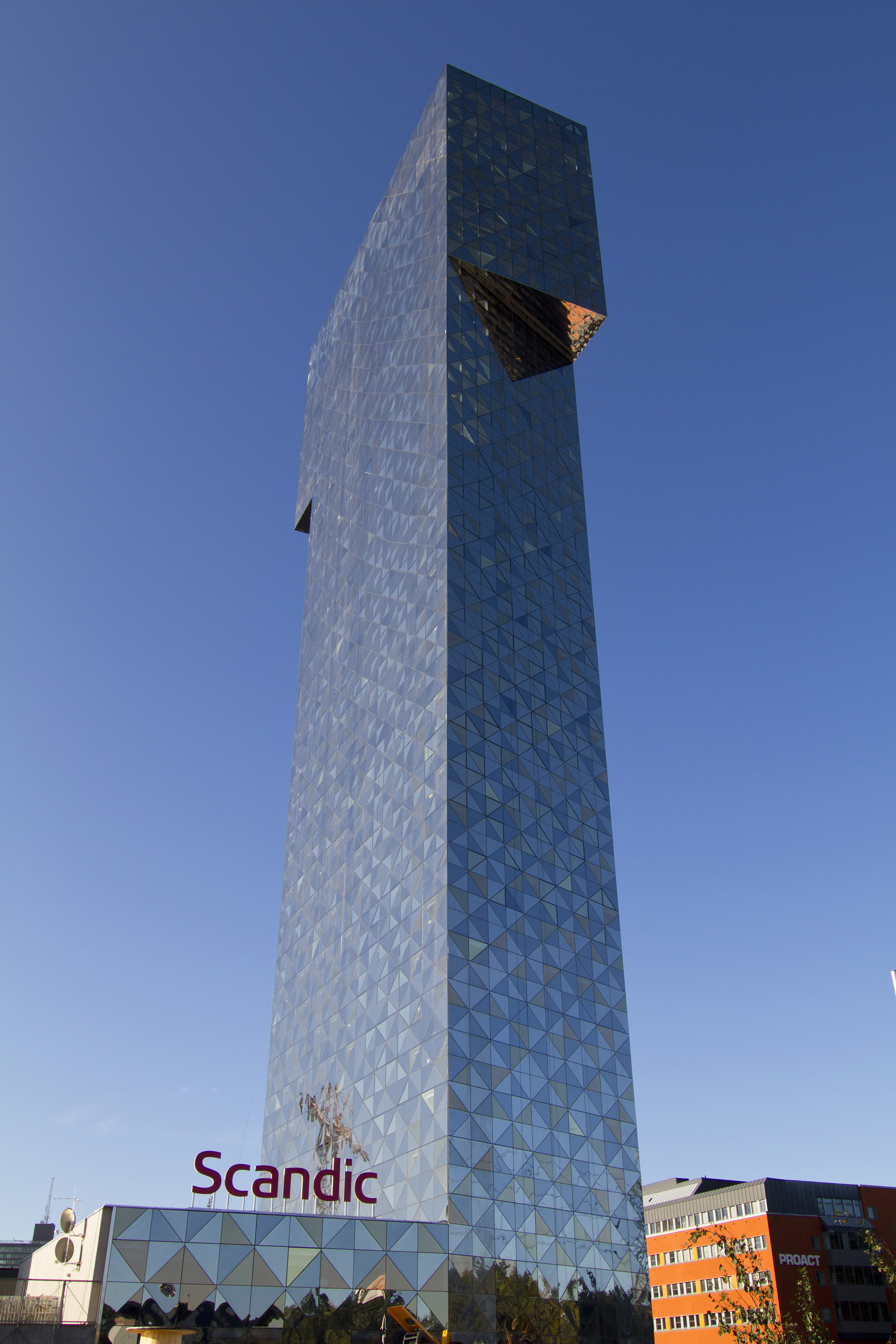